# Cordylancistrus perijae
Cordylancistrus perijae és una espècie de peix de la família dels loricàrids i de l'ordre dels siluriformes.

## Morfologia
- Els mascles poden assolir 12,7 cm de longitud total.[4]

## Hàbitat
És un peix d'aigua dolça i de clima tropical (18 °C-24 °C).

## Distribució geogràfica
Es troba a Sud-amèrica: conques dels rius Palmar i Socuy (conca del llac Maracaibo, Veneçuela).